# Segunda Categoría de Ecuador 1987
El Campeonato Ecuatoriano de Fútbol de Segunda Categoría 1987 fue la edición n.º 14 de la segunda división del fútbol ecuatoriano, ya que sería el segundo escalafón de la pirámide del Fútbol Ecuatoriano por detrás de la Serie A dicho torneo comenzó el 8 de noviembre de 1987 al 17 de enero de 1988. El primer semestre del año se jugó los campeonatos provinciales, y en segundo semestre las Fases: Regional, Nacional y la Fase Final, cabe recordar que este sería el penúltimo torneo en jugarse como el segundo escalafón de la pirámide del Fútbol Ecuatoriano, es decir que hasta ese año el campeón ascendía a la Serie A, ya que debido al congreso de dicho año para la temporada de 1988 sería el último torneo en ser considerado como el segundo nivel ya que para la temporada de 1989, nuevamente se volvería a jugar la Serie B, y el torneo de Segunda Categoría regresaría a ser el 3° nivel del fútbol Ecuatoriano.
El Juventus lograría su primer título que le daría la oportunidad de participar en el Campeonato Ecuatoriano de Fútbol 1988, mientras que el Calvi obtendría el primer subcampeonato.

## Sistema de campeonato
Fase provincial (Primera Etapa)
- La Primera Fase está formada por los Campeonatos provinciales organizados por cada Asociación de Fútbol (11 en ese entonces), los campeones y vicecampeones clasificarán al Zonal Regional.

Fase regional (Segunda Etapa)
- La Zona 1 estuvo integrada por las provincias deː Manabí y Pichincha.
- La Zona 2 estuvo integrada por las provincias deː Cotopaxi y Tungurahua
- La Zona 3 estuvo integrada por las provincias deː Chimborazo y Esmeraldas.
- La Zona 4 estuvo integrada por las provincias deː El Oro y Cañar.
- La Zona 5 estuvo integrada por las provincias deː Guayas y Azuay.
- La Zona 6 estuvo integrada por la provincia deːLos Ríos.

- Cada zona jugara con 4 equipos de las 2 provincias que participaran por sorteo previo en encuentros de ida y vuelta a excepción del Grupo F de la Zona 6, en la cual solamente estarán los representantes de Los Ríos, clasificaran a la tercera etapa el equipo con mayor cantidad de puntos posibles.

Fase final (Tercera Etapa)
- Un total de 6 clubes jugarán esta etapa.
- El Pentagonal constará con partidos de ida y vuelta (10 fechas).
- Los dos equipos que logren la mayoría de puntos jugaran en una final a doble partido y su consiguiente desempate nuevamente en doble encuentro pero en cancha neutral el ganador de la serie logrará el ascenso a la Serie A 1988.

## Equipos clasificados
| Asociación                                                              | Equipo                       | Vía de clasificación                                                                                     |
| ----------------------------------------------------------------------- | ---------------------------- | --- |
| Azuay 2 cupos                                                           | LDU(C) La Gloria             | Campeón de la Segunda Categoría de Azuay 1987 Subcampeón de la Segunda Categoría de Azuay 1987           |
| Cañar 2 cupos                                                           | La Troncal Casa Quishpi      | Campeón de la Segunda Categoría de Cañar 1987 Subcampeón de la Segunda Categoría de Cañar 1987           |
| Chimborazo 2 cupos                                                      | Olmedo Palestino             | Campeón de la Segunda Categoría de Chimborazo 1987 Subcampeón de la Segunda Categoría de Chimborazo 1987 |
| Cotopaxi 2 cupos                                                        | Juventud San Felipe Brasilia | Campeón de la Segunda Categoría de Cotopaxi 1987 Subcampeón de la Segunda Categoría de Cotopaxi 1987     |
| El Oro 2 cupos                                                          | Santos Kléber Franco Cruz    | Campeón de la Segunda Categoría de El Oro 1987 Subcampeón de la Segunda Categoría de El Oro 1987         |
| [[Archivo:\|20x20px\|border\|Bandera de Esmeraldas]] Esmeraldas 2 cupos | Juventus 5 de Agosto         | Campeón de la Segunda Categoría de Esmeraldas 1987 Subcampeón de la Segunda Categoría de El Oro 1987     |
| Guayas 2 cupos                                                          | Norteamérica Calvi           | Campeón de la Segunda Categoría de Guayas 1987 Subcampeón de la Segunda Categoría de Guayas 1987         |
| Los Ríos 2 cupos                                                        | Santa Rita San Camilo        | Campeón de la Segunda Categoría de Los Ríos 1987 Subcampeón de la Segunda Categoría de Los Ríos 1987     |
| Manabí 2 cupos                                                          | Eugenio Espejo Nacional      | Campeón de la Segunda Categoría de Manabí 1987 Subcampeón de la Segunda Categoría de Manabí 1987         |
| [[Archivo:\|20x20px\|border\|Bandera de Pichincha]] Pichincha 2 cupos   | San Pedro 3 de Julio         | Campeón de la Segunda Categoría de Pichincha 1987 Subcampeón de la Segunda Categoría de Pichincha 1987   |
| Tungurahua 2 cupos                                                      | El Globo Bolívar             | Campeón de la Segunda Categoría de Tungurahua 1987 Subcampeón de la Segunda Categoría de Tungurahua 1987 |

## Zona 1
Los equipos de Pichincha y Manabi

### Grupo A
|  |    | Equipo         | PJ | PG | PE | PP | GF | GC | DG | PTS |
|  | -- | -------------- | -- | -- | -- | -- | -- | -- | -- | --- |
|  | 1° | San Pedro      | 6  | 5  | 0  | 1  | 10 | 4  | +6 | 10  |
|  | 2º | Nacional       | 6  | 2  | 1  | 3  | 8  | 11 | -3 | 5   |
|  | 3º | Eugenio Espejo | 6  | 2  | 1  | 3  | 6  | 9  | -3 | 5   |
|  | 4º | 3 de Julio     | 6  | 2  | 0  | 4  | 7  | 4  | +3 | 4   |

### Partidos y resultados
| Fecha 1        | Fecha 1   | Fecha 1          |
| Equipo Local   | Resultado | Equipo Visitante |
| -------------- | --------- | ---------------- |
| 3 de Julio     | 0-1       | San Pedro        |
| Eugenio Espejo | 3-0       | Nacional         |

| Fecha 2      | Fecha 2   | Fecha 2          |
| Equipo Local | Resultado | Equipo Visitante |
| ------------ | --------- | ---------------- |
| San pedro    | 1-0       | Eugenio Espejo   |
| Nacional     | 3-2       | 3 de Julio       |

| Fecha 3      | Fecha 3   | Fecha 3          |
| Equipo Local | Resultado | Equipo Visitante |
| ------------ | --------- | ---------------- |
| 3 de Julio   | 3-0       | Eugenio Espejo   |
| Nacional     | 1-0       | San Pedro        |

| Fecha 4      | Fecha 4   | Fecha 4          |
| Equipo Local | Resultado | Equipo Visitante |
| ------------ | --------- | ---------------- |
| San Pedro    | 1-0       | 3 de Julio       |
| Nacional     | 1-1       | Eugenio Espejo   |

| Fecha 5        | Fecha 5   | Fecha 5          |
| Equipo Local   | Resultado | Equipo Visitante |
| -------------- | --------- | ---------------- |
| Eugenio Espejo | 1-4       | San Pedro        |
| 3 de Julio     | 2-1       | Nacional         |

| Fecha 6        | Fecha 6   | Fecha 6          |
| Equipo Local   | Resultado | Equipo Visitante |
| -------------- | --------- | ---------------- |
| Eugenio Espejo | 1-0       | 3 de Julio       |
| San Pedro      | 3-2       | Nacional         |

## Zona 2
Los equipos de Tungurahua y Cotopaxi.

### Grupo B
|  |    | Equipo              | PJ | PG | PE | PP | GF | GC | DG  | PTS |
|  | -- | ------------------- | -- | -- | -- | -- | -- | -- | --- | --- |
|  | 1° | El Globo            | 6  | 5  | 1  | 0  | 18 | 5  | +13 | 11  |
|  | 2º | Juventud San Felipe | 6  | 2  | 1  | 3  | 7  | 8  | -1  | 5   |
|  | 3º | Bolívar             | 6  | 2  | 0  | 4  | 6  | 8  | -2  | 4   |
|  | 4º | Brasilia            | 6  | 1  | 2  | 3  | 8  | 18 | -10 | 3   |

### Partidos y resultados
| Fecha 1            | Fecha 1   | Fecha 1          |
| Equipo Local       | Resultado | Equipo Visitante |
| ------------------ | --------- | ---------------- |
| El Globo           | 2-0       | Bolívar          |
| Juvenil San Felipe | 3-1       | Brasilia         |

| Fecha 2      | Fecha 2   | Fecha 2            |
| Equipo Local | Resultado | Equipo Visitante   |
| ------------ | --------- | ------------------ |
| El Globo     | 1-0       | Juvenil San Felipe |
| Brasilia     | 0-1       | Bolívar            |

| Fecha 3            | Fecha 3   | Fecha 3          |
| Equipo Local       | Resultado | Equipo Visitante |
| ------------------ | --------- | ---------------- |
| El Globo           | 10-0      | Brasilia         |
| Juvenil San Felipe | 0-1       | Bolívar          |

| Fecha 4      | Fecha 4   | Fecha 4            |
| Equipo Local | Resultado | Equipo Visitante   |
| ------------ | --------- | ------------------ |
| Bolívar      | 0-1       | El Globo           |
| Brasilia     | 2-2       | Juvenil San Felipe |

| Fecha 5            | Fecha 5   | Fecha 5          |
| Equipo Local       | Resultado | Equipo Visitante |
| ------------------ | --------- | ---------------- |
| Juvenil San Felipe | 1-2       | El Globo         |
| Bolívar            | 1-3       | Brasilia         |

| Fecha 6      | Fecha 6   | Fecha 6            |
| Equipo Local | Resultado | Equipo Visitante   |
| ------------ | --------- | ------------------ |
| Brasilia     | 2-2       | El Globo           |
| Bolívar      | 1-2       | Juvenil San Felipe |

## Zona 3
Los equipos de Chimborazo y Esmeraldas.

### Grupo C
|  |    | Equipo      | PJ | PG | PE | PP | GF | GC | DG  | PTS |
|  | -- | ----------- | -- | -- | -- | -- | -- | -- | --- | --- |
|  | 1° | Juventus    | 6  | 5  | 1  | 0  | 25 | 2  | +23 | 11  |
|  | 2º | Olmedo      | 6  | 3  | 1  | 2  | 8  | 11 | -3  | 7   |
|  | 3º | 5 de Agosto | 6  | 2  | 0  | 4  | 8  | 9  | -1  | 4   |
|  | 4º | Palestino   | 6  | 1  | 0  | 5  | 6  | 24 | -18 | 2   |

### Partidos y resultados
| Fecha 1      | Fecha 1   | Fecha 1          |
| Equipo Local | Resultado | Equipo Visitante |
| ------------ | --------- | ---------------- |
| 5 de Agosto  | 1-2       | Juventus         |
| Olmedo       | 3-1       | Palestino        |

| Fecha 2      | Fecha 2   | Fecha 2          |
| Equipo Local | Resultado | Equipo Visitante |
| ------------ | --------- | ---------------- |
| Juventus     | 0-0       | Olmedo           |
| Palestino    | 2-0       | 5 de Agosto      |

| Fecha 3      | Fecha 3   | Fecha 3          |
| Equipo Local | Resultado | Equipo Visitante |
| ------------ | --------- | ---------------- |
| Juventus     | 10-0      | Palestino        |
| Olmedo       | 1-0       | 5 de Agosto      |

| Fecha 4      | Fecha 4   | Fecha 4          |
| Equipo Local | Resultado | Equipo Visitante |
| ------------ | --------- | ---------------- |
| Juventus     | 3-0       | 5 de Agosto      |
| Palestino    | 2-3       | Olmedo           |

| Fecha 5      | Fecha 5   | Fecha 5          |
| Equipo Local | Resultado | Equipo Visitante |
| ------------ | --------- | ---------------- |
| 5 de Agosto  | 2-1       | Palestino        |
| Olmedo       | 1-3       | Juventus         |

| Fecha 6      | Fecha 6   | Fecha 6          |
| Equipo Local | Resultado | Equipo Visitante |
| ------------ | --------- | ---------------- |
| 5 de Agosto  | 5-0       | Olmedo           |
| Palestino    | 0-7       | Juventus         |

## Zona 4
Los equipos de El Oro y Cañar.

### Grupo D
|  |    | Equipo             | PJ | PG | PE | PP | GF | GC | DG  | PTS |
|  | -- | ------------------ | -- | -- | -- | -- | -- | -- | --- | --- |
|  | 1° | Santos             | 6  | 6  | 0  | 0  | 16 | 4  | +12 | 12  |
|  | 2º | Kléber Franco Cruz | 6  | 4  | 0  | 2  | 16 | 7  | +9  | 8   |
|  | 3º | La Troncal         | 6  | 1  | 1  | 4  | 5  | 11 | -6  | 3   |
|  | 4º | Casa Quishpi       | 6  | 0  | 1  | 5  | 2  | 17 | -15 | 1   |

### Partidos y resultados
| Fecha 1      | Fecha 1   | Fecha 1          |
| Equipo Local | Resultado | Equipo Visitante |
| ------------ | --------- | ---------------- |
| Santos       | 2-1       | Kleber Franco    |
| Casa Quishpi | 1-1       | La Troncal       |

| Fecha 2      | Fecha 2   | Fecha 2          |
| Equipo Local | Resultado | Equipo Visitante |
| ------------ | --------- | ---------------- |
| Santos       | 4-0       | Casa Quishpi     |
| La Troncal   | 1-0       | Kleber Franco    |

| Fecha 3       | Fecha 3   | Fecha 3          |
| Equipo Local  | Resultado | Equipo Visitante |
| ------------- | --------- | ---------------- |
| Kleber Franco | 3-0       | Casa Quishpi     |
| La Troncal    | 0-1       | Santos           |

| Fecha 4       | Fecha 4   | Fecha 4          |
| Equipo Local  | Resultado | Equipo Visitante |
| ------------- | --------- | ---------------- |
| Kleber Franco | 2-3       | Santos           |
| La Troncal    | 2-0       | Casa Quishpi     |

| Fecha 5       | Fecha 5   | Fecha 5          |
| Equipo Local  | Resultado | Equipo Visitante |
| ------------- | --------- | ---------------- |
| Kleber Franco | 1-0       | La Troncal       |
| Casa Quishpi  | 0-4       | Santos           |

| Fecha 6      | Fecha 6   | Fecha 6          |
| Equipo Local | Resultado | Equipo Visitante |
| ------------ | --------- | ---------------- |
| Santos       | 2-1       | La Troncal       |
| Casa Quishpi | 1-3       | Kleber Franco    |

## Zona 5
Los equipos de Guayas y Azuay

### Grupo E
|  |    | Equipo       | PJ | PG | PE | PP | GF | GC | DG  | PTS |
|  | -- | ------------ | -- | -- | -- | -- | -- | -- | --- | --- |
|  | 1° | Calvi        | 6  | 4  | 2  | 0  | 14 | 4  | +10 | 10  |
|  | 2º | Norteamérica | 6  | 4  | 1  | 1  | 14 | 7  | +7  | 9   |
|  | 3º | La Gloria    | 6  | 1  | 1  | 4  | 10 | 21 | -11 | 3   |
|  | 4º | LDU(C)       | 6  | 0  | 2  | 4  | 6  | 10 | -4  | 2   |

### Partidos y resultados
| Fecha 1      | Fecha 1   | Fecha 1          |
| Equipo Local | Resultado | Equipo Visitante |
| ------------ | --------- | ---------------- |
| Calvi        | 1-0       | Norteamérica     |
| LDU(C)       | 1-2       | La Gloria        |

| Fecha 2      | Fecha 2   | Fecha 2          |
| Equipo Local | Resultado | Equipo Visitante |
| ------------ | --------- | ---------------- |
| Norteamérica | 3-1       | LDU(C)           |
| La Gloria    | 1-5       | Calvi            |

| Fecha 3      | Fecha 3   | Fecha 3          |
| Equipo Local | Resultado | Equipo Visitante |
| ------------ | --------- | ---------------- |
| la Gloria    | 3-4       | Norteamérica     |
| Calvi        | 1-0       | LDU(C)           |

| Fecha 4      | Fecha 4   | Fecha 4          |
| Equipo Local | Resultado | Equipo Visitante |
| ------------ | --------- | ---------------- |
| LDU(C)       | 1-1       | La Gloria        |
| Norteamérica | 0-0       | Calvi            |

| Fecha 5      | Fecha 5   | Fecha 5          |
| Equipo Local | Resultado | Equipo Visitante |
| ------------ | --------- | ---------------- |
| Calvi        | 5-1       | La Gloria        |
| LDU(C)       | 1-2       | Norteamérica     |

| Fecha 6      | Fecha 6   | Fecha 6          |
| Equipo Local | Resultado | Equipo Visitante |
| ------------ | --------- | ---------------- |
| Norteamérica | 5-2       | La Gloria        |
| LDU(C)       | 2-2       | Calvi            |

## Zona 6
Los equipos de Los Ríos

### Grupo F
|  |    | Equipo     | PJ | PG | PE | PP | GF | GC | DG | PTS |
|  | -- | ---------- | -- | -- | -- | -- | -- | -- | -- | --- |
|  | 1º | Santa Rita | 3  | 2  | 0  | 1  | 3  | 2  | +1 | 4   |
|  | 2º | San Camilo | 3  | 1  | 0  | 2  | 2  | 3  | -1 | 2   |

### Partidos y resultados
| Fecha 1      | Fecha 1   | Fecha 1          |
| Equipo Local | Resultado | Equipo Visitante |
| ------------ | --------- | ---------------- |
| Snata Rita   | 2-1       | San Camilo       |

| Fecha 2      | Fecha 2   | Fecha 2          |
| Equipo Local | Resultado | Equipo Visitante |
| ------------ | --------- | ---------------- |
| San Camilo   | 1-0       | Santa Rita       |